# Schwarzenbek
Schwarzenbek est une ville allemande, située dans le Land de Schleswig-Holstein, dans l'arrondissement du duché de Lauenbourg.

## Histoire
Schwarzenbek est mentionnée pour la première fois dans un document officiel en 1291.

## Jumelages
- Aubenas (France) depuis 1955
- Sierre (Suisse) depuis 1955
- Zelzate (Belgique) depuis 1955
- Cesenatico (Italie) depuis 1960
- Delfzijl (Pays-Bas) depuis 1960 (jusqu'à 2009)
- Haimen (Chine) depuis 2009[1]